# ISO/IEC JTC 1/SC 2
ISO/IEC JTC 1/SC 2は、国際標準化を行うISOとIECの合同委員会（ISO/IEC JTC 1）において、符号化文字集合に関する標準化を担当する副委員会である。

## ISO/IEC JTC 1/SC 2/WG 2
ISO/IEC JTC 1/SC 2/WG 2 は、SC2下のワーキンググループであり、多オクテット符号の国際文字符号（ISO/IEC 10646）およびそれを使用した照合方法（ISO/IEC 14651）の規格化を担当している。国際文字符号のうち、特に漢字の符号表の作成については、専門組織Ideographic Rapporteur Group（ISO/IEC JTC 1/SC 2/WG 2/IRG）に委託している。

## ISO/IEC JTC 1/SC 2/WG 3
ISO/IEC JTC 1/SC 2/WG 3 は、SC 2下のワーキンググループであり、7bitおよび8bitの文字符号表に関連する規格の管理を行っていた。ASCIIと同一の文字コード表であるISO/IEC 646や、ISO/IEC 646と組み合わせて使用するISO/IEC 8859シリーズ、複数の文字符号表を切り替えて使用するための規格であるISO/IEC 2022およびISO/IEC 2375、または制御符号規格ISO/IEC 6429等を担当する。2004年に解散し、その業務はSC 2に引き継がれた。

## 歴史
- 1962年、ISO/TC 97技術委員会（電子計算機と情報処理）における文字符号用ワークグループとして、ISO/TC 97Bが発足。
- 1962年、ISO/TC 97B を、ISO/TC 97/SC 2 に名称変更。
- 1987年、ISO/IEC JTC 1 の設立に伴い、ISO/TC 97/SC 2 からISO/IEC JTC 1/SC 2に改組。